# Distretto di Nong Ya Sai
Il distretto di Nong Ya Sai (in thailandese: หนองหญ้าไซ) è un distretto (amphoe) della Thailandia, situato nella provincia di Suphanburi.